# 九九式高等練習機
九九式高等練習機（簡稱：九九高練/Ki-55）是立川飛機公司在其研製的九八式直接協同偵察機的基礎上研發的軍用高級教練機，該機於1939年4月面世。

## 基本資料
- 機長: 8米
- 翼展: 11.8米
- 機高: 3.64米
- 翼面積: 18.1平方米
- 空重: 1,292公斤
- 載重: 1,721公斤
- 發動機: 一具日立HA13甲風冷式發動機(510匹馬力)
- 最快時速: 349公里/小時
- 航程: 1,060公里
- 武裝: 機頭一枝7.7毫米口徑八九式機槍
- 乘員: 2名

## 設計
九九式高等練習機在外表上和九八式直接協同偵察機幾乎無分別，祇是由於飛行訓練的需要而作了以下修改:
- 拆除後座防衛機槍並加上操縱桿
- 拆除機上無線電通訊機
- 拆除起落架的輪蓋
- 在後座加上儀器飛行設備
- 簡化座艙儀表

## 使用

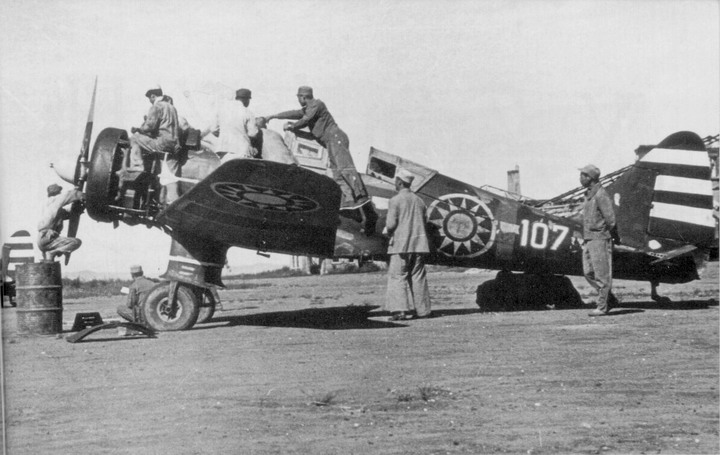
中國人民解放軍的東北老航校的九九式高等練習機，此相片攝於1946年，由於當時中華人民共和國還未建立，理論上中共也是中華民國，所以，也塗上青天白日徽，祇是外加白邊以作識別

九九式高等練習機在第二次世界大戰期間一直作為大日本帝國陸軍航空隊和偽滿洲國軍空軍的高級教練機，抗戰勝利後，中國人民解放軍在中國東北接收原日本關東軍第四練成飛行隊並在吉林省朝陽鎮和瀋陽機場找到完整的19架九九式高等練習機，另外在公主嶺機場也找到其零件，經組裝後總共有大約30架，解放軍在林彌一郎（已改中國名字林保毅）等日本籍教練的幫助下成立東北民主聯軍航空學校（簡稱：東北老航校），由於當時物資短缺而曾使用酒精代替汽油作為燃料，螺旋槳更是哪一架飛機要飛上天才裝上，由於當時中華人民共和國還未建立，所以，也塗上青天白日徽，祇是外加白邊以作識別，1947年5月改用一個白色圓圈加上一個「中」字的標記，九九式高等練習機幫助新中國培訓出第一批飛行員。

## 使用國家
- 日本(生產國)
- 滿洲國
- 中華民國
- 中华人民共和国：参见東北民主聯軍航空學校
- 泰國

## 流行文化
- 2013年由中國大陸空政电视艺术中心拍攝以講述中國人民解放軍空軍創建的電視劇《白雲飄飄的年代》就出現了東北老航校的九九式高等練習機，而其飛行畫面為電腦動畫。

## 外部連結
- 最新热播空军电视剧”白云飘飘的年代“，中国东北民主联军航空学校主要机型（页面存档备份，存于）